# Félix Mayol
Félix Mayol (18 de noviembre de 1872-26 de octubre de 1941) fue un cantante y artista de variedades de nacionalidad francesa.

## Biografía
Nacido en Tolón, Francia, sus padres eran cantantes aficionados y actores, y posibilitaron que Mayol debutara en el teatro a los seis años de edad.
En 1895 fue a París, al barrio de Montparnasse, donde empezó una carrera en el mundo del espectáculo que se prolongó más de cuarenta años. En sus actuaciones adoptó, como parte de su personalidad teatral, modos afeminados.
Mayol cantó la famosa canción "Viens poupoule, viens poupoule, viens...", y fue intérprete de muchas de las composiciones de Théodore Botrel.
En los primeros años del siglo XX algunas de las actuaciones de Mayol fueron registradas en películas sonoras mediante el sistema de fonoscena por la precursora del cine Alice Guy. De sus actuaciones para el cine cabe destacar el film La dame de chez Maxim's (1933).
Siendo un adolescente, Maurice Chevalier se arriesgó a imitar a Mayol en pequeños espectáculos en cafés. Mayol reconoció el talento del joven y le dio su aprobación, ayudándole a actuar en el Casino de París y en el Folies Bergère.
Poco después de finalizar la Primera Guerra Mundial, Mayol adquirió un terreno en Tolón y lo donó al club deportivo local Rugby-Club Toulonnais para construir un estadio. La instalación, llamada Estadio Mayol en su honor, sigue actualmente en uso, tras varias renovaciones, como la sede del equipo de rugby de Tolón.
Mayol nunca se casó, y circularon muchas historias sobre sus relaciones homosexuales, incluyendo entre ellas un intento de seducir a Maurice Chevalier. Félix Mayol falleció en 1941 en Tolón.